# Панасов, Валерий Михайлович
Валерий Михайлович Панасов (род. 15 декабря 1946) — советский легкоатлет, специалист по бегу на короткие дистанции. Выступал на всесоюзном уровне в конце 1960-х — начале 1970-х годов, серебряный и бронзовый призёр чемпионатов СССР, победитель и призёр первенств всесоюзного значения. Представлял Ленинград и спортивное общество «Спартак». Мастер спорта СССР. Тренер по лёгкой атлетике.

## Биография
Валерий Панасов родился 15 декабря 1946 года. Занимался лёгкой атлетикой в Ленинграде, выступал за добровольное спортивное общество «Спартак».
Первого серьёзного успеха на всесоюзном уровне добился в сезоне 1969 года, когда на чемпионате СССР по эстафетному бегу в Ужгороде с ленинградской командой выиграл серебряную медаль в зачёте эстафеты 4 × 100 метров.
В 1970 году на чемпионате СССР в Минске с командой Ленинграда стал бронзовым призёром в эстафете 4 × 100 метров.
На чемпионате СССР 1972 года в Москве, представляя команду «Спартака», взял бронзу в беге на 200 метров и в эстафете 4 × 100 метров.
В 1974 году на чемпионате СССР в Москве с партнёрами по спартаковской сборной завоевал ещё одну бронзовую награду в программе эстафеты 4 × 100 метров. Позднее одержал победу в беге на 100 метров на домашних соревнованиях в Ленинграде, установив свой личный рекорд в данной дисциплине — 10,3.
Впоследствии работал тренером в Академии лёгкой атлетики Санкт-Петербурга. Награждён нагрудным знаком «Отличник физической культуры и спорта».